# Мозамбикско-французские отношения
Мозамбикско-французские отношения — двусторонние дипломатические отношения между Мозамбиком и Францией.

## История
Между странами сложились добрососедские отношения: имеется общая морская граница между континентальной частью Мозамбика и французскими заморскими регионами Реюньоном и Майоттой. Кроме того, Французские Южные и Антарктические территории располагаются рядом с Мозамбиком. В 2006 году Мозамбик стал наблюдателем международной организации сотрудничества франкоязычных стран мира. В июне 2016 года Франция высказалась в поддержку диалога между правительством Мозамбика и РЕНАМО с целью найти мирное решение продолжающегося конфликта.

## Торговля
Торговля между странами носит ограниченный характер: на Мозамбик приходится 0,03 % французского экспорта, Франция является 18-м крупнейшим иностранным инвестором в экономику этой страны. С 2006 года вступило в силу соглашение о защите инвестиций, а в мае 2017 года было подписано соглашение о воздушном сообщении между странами. С 1981 года правительство Франции оказало экономическую помощь Мозамбику на сумму 1,1 млрд. евро, прежде всего инвестиции были сосредоточены в энергетической отрасли и транспортной инфраструктуре.

## Дипломатические миссии
- У Франции имеется посольство в Мапуту, посол Bruno Clerc[2].
- Мозамбик содержит посольство в Париже, посол Alexandre da Conceição Zandamelat[3].